# Conchopus saigusai
Conchopus saigusai är en tvåvingeart som beskrevs av Sadao Takagi 1965. Conchopus saigusai ingår i släktet Conchopus och familjen styltflugor. Inga underarter finns listade i Catalogue of Life.